# Famenne Ardenne Classic 2018
De tweede editie van de wielerwedstrijd Famenne Ardenne Classic vond plaats op 27 september 2018. De 151 deelnemers moesten een parcours van 194,5 kilometer in en rond Marche-en-Famenne afleggen. De wedstrijd maakte deel uit van de UCI Europe Tour, met de categorie 1.1. De Canadees Guillaume Boivin won, voor de Fransman Quentin Pacher en Danny van Poppel uit Nederland.

## Uitslag
| Plaats  | Naam               | Ploeg                        | Tijd     |
| ------- | ------------------ | ---------------------------- | -------- |
| Winnaar | Guillaume Boivin   | Israel Cycling Academy       | 4u42'57" |
| 2       | Quentin Pacher     | Vital Concept                | z.t.     |
| 3       | Danny van Poppel   | LottoNL-Jumbo                | z.t.     |
| 4       | Rein Taaramäe      | Direct Energie               | z.t.     |
| 5       | Milan Menten       | Sport Vlaanderen-Baloise     | z.t.     |
| 6       | Alexander Krieger  | Leopard                      | z.t.     |
| 7       | Benjamin Declercq  | Sport Vlaanderen-Baloise     | z.t.     |
| 8       | Franck Bonnamour   | Fortuneo-Samsic              | z.t.     |
| 9       | Cees Bol           | SEG Racing Academy           | z.t.     |
| 10      | Jens Keukeleire    | Lotto Soudal                 | z.t.     |
| 11      | Nick van der Lijke | Roompot-Nederlandse Loterij  | z.t.     |
| 12      | Floris Gerts       | Roompot-Nederlandse Loterij  | z.t.     |
| 13      | Damien Touzé       | St Michel-Auber93            | z.t.     |
| 14      | Kévin Le Cunff     | St Michel-Auber93            | z.t.     |
| 15      | Dimitri Peyskens   | WB Aqua Protect Veranclassic | z.t.     |
| 16      | Jonathan Hivert    | Direct Energie               | z.t.     |
| 17      | Kristian Sbaragli  | Israel Cycling Academy       | z.t.     |
| 18      | Kevyn Ista         | WB Aqua Protect Veranclassic | z.t.     |
| 19      | Martijn Budding    | Roompot-Nederlandse Loterij  | z.t.     |
| 20      | Olivier Pardini    | Differdange-Losch            | z.t.     |

2017 · 2018 · 2019 · 2020 · 2021 · 2022 · 2023 · 2024 · 2025